# 太田記念美術館
太田記念美術館（おおたきねんびじゅつかん）は、東京都渋谷区にある浮世絵専門の私設美術館である。

## 概要
東邦生命保険相互会社会長などの重職を歴任し、実業界の大立者であった5代目太田清蔵のコレクションを基礎に、1980年（昭和55年）1月に開館した。内訳は肉筆浮世絵約500点、浮世絵版画約1万点、浮世絵関係の版本及び骨董品約200点、旧鴻池コレクションの扇面画約900点（うち、浮世絵派の作品約60点）、さらに浮世絵研究家の長瀬武郎から寄贈された肉筆画と版画約650点で、総計1万2千点を超える大規模なコレクションは、その後も毎年新収蔵品を加えている。

## 施設概要
住所
〒150-0001 東京都渋谷区神宮前一丁目10番10号　
開館時間
午前10時30分～午後5時30分（入館は午後5時まで）
休館日
毎週月曜日（祝日の場合は翌日）、展示替え期間、年末年始（詳細は美術館公式ウェブサイトでご確認を）
入館料
展示内容により入館料は変わる（詳細は美術館公式ウェブサイトでご確認を）。10名以上の団体は事前予約が必要。

## 特色
開館前の1977年（昭和52年）11月から銀座の東邦生命ビル内に仮設された会場でも展示を行っていた。そして、月ごとにテーマを変えた特別展を1年に12回繰返してきている。かつて太田清蔵がボストン美術館で味わった和風の落着いた展示環境が独自に工夫されて当美術館でも採用されている。かつては入口で履物を脱ぎ、用意されているスリッパに履き替えなければならなかったが、2014年12月の改修工事で靴のまま入場できるようになった。
中央に石庭があり、左手の奥には一段高い畳敷きの座敷も用意されている。座敷に上がった観客は、床の間で鑑賞するように膝を落とし、そこに飾られた肉筆画を見上げることになる。

## 主な収蔵品

### 錦絵
- 「風流うたひ八景」8枚揃 鈴木春信
- 「出語り図 春駒」鳥居清長
- 「五条大橋の牛若丸と弁慶」勝川春章
- 「北国五色墨・てっぽう」喜多川歌麿
- 「江戸近郊八景之内」8枚揃 歌川広重
- 「木曽海道六拾九次之内・中津川」歌川広重
- 「としよりのよふな若い人だ」歌川国芳
- 「人かたまつて人になる」歌川国芳
- 「喫煙のマドロスと少女」団扇絵 小林清親
- 「三井好 都のにしき5 夏-夜会草の咲く夕べ」水野年方

### 肉筆浮世絵
- 「不破名護屋敵討絵巻」紙本着色 菱川師宣
- 「美人遊歩図」絹本着色 菱川師房
- 「美人立姿図」絹本着色 宮川長春
- 「吉原格子先之図」紙本着色 葛飾応為
- 「真崎の月見図」絹本着色 鳥居清長
- 「美人読玉章図」絹本着色 喜多川歌麿
- 「桜下遊女の図」絹本着色 鳥文斎栄之
- 「吉原十二時絵巻」絹本着色 鳥文斎栄之
- 「桜下花魁道中図」絹本着色 歌川豊春
- 「春の愁」絹本着色 歌川豊国
- 「雨中の虎図」紙本着色 葛飾北斎
- 「源氏物語図」絹本着色 葛飾北斎
- 「浅妻舟図」絹本着色 蹄斎北馬
- 「日光山霧降ノ滝・日光山華厳ノ滝・日光山裏見ノ滝図」絹本着色 3幅対 歌川広重
- 「女三題図」絹本着色 渓斎英泉

## 交通アクセス
- JR山手線原宿駅表参道口より徒歩5分
- 東京メトロ千代田線および副都心線明治神宮前駅5番出口より徒歩3分

駐車場はない。